# 長白山号

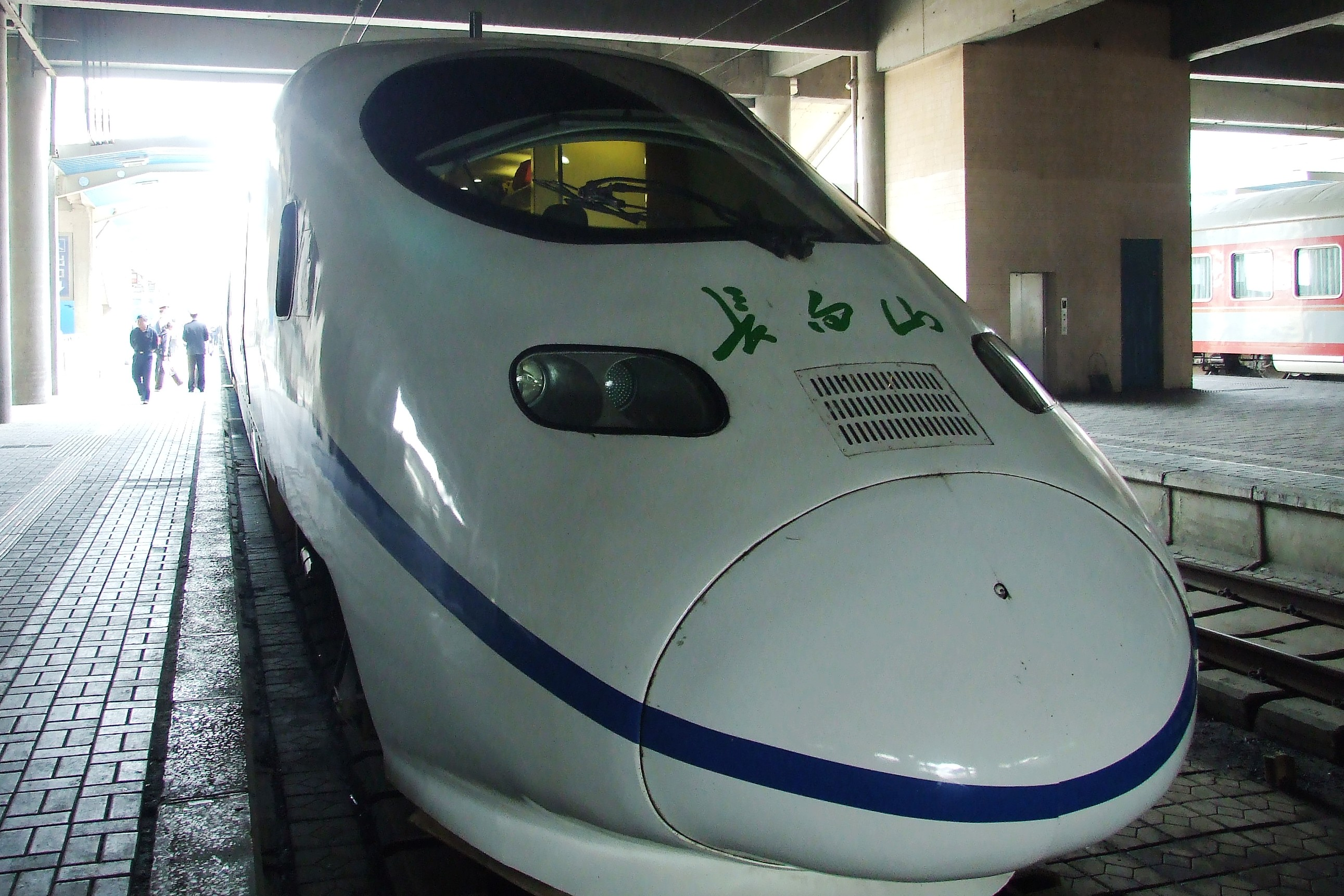
長白山号

長白山号（ちょうはくさんごう）は中華人民共和国鉄道部（中国国鉄）で使用されていた交流型電車方式の高速鉄道車両。

## 概要
長白山号は中国が自力で開発した高速鉄道車両とされる。外観はドイツ鉄道のICE3に酷似している。車両名である「長白山」は長白山（朝鮮語名は白頭山）に由来したもので中国鉄道部部長劉志軍が付けた物とされている。動力分散方式が採用され、長春軌道客車股份有限公司で研究開発が行われた。車両の製造費は1億人民元で設計上の最高速度は210km/hとなっている。定員は650人。2005年5月に初の試作車両が完成し、試験走行では250km/h超を記録した。量産体制にはなっておらず、現在2編成のみである。2006年に瀋陽鉄路局に配備され、2007年2月10日より瀋大線に投入された。最高速度は160km/hであったがその後の第6次鉄道高速化以降180km/hとなった。2008年9月12日に第2編成が故障を起こし、一旦営業運転を退いたのちは、定期列車の任務にはほとんど就いていないといわれる。

## 諸元
- 組成：9両編成(6M+3T)
- 座席等級：軟座車
- 座席配置：2+2
- 最高営業速度：180km/h (200km/hも可)
- 最高試験速度：250km/h 以上
- 軌間：1,435mm (標準軌)
- 電気方式：交流25kV
- 出力：5,500kw
- 車両重量：52.5t(動力車),53t(付随車)
- 制御車車両長：26,612mm
- 中間車車両長：26,300mm
- 編成長 ：237.324m
- 牽引電動機：265kW

## 編成
| 号車         | 号車         | 号車         | 1                                      | 2                                    | 3                                      | 4                                      | 5                                    | 6                                      | 7                                      | 8                                    | 9                                      |
| 車両位置呼称 | 車両位置呼称 | 車両位置呼称 | ←(前向き)                              | →(逆向き)                            | ←(前向き)                              | ←(前向き)                              | →(逆向き)                            | ←(前向き)                              | ←(前向き)                              | →(逆向き)                            | →(逆向き)                              |
| 車号         | 第1编成      | 第1编成      | RZ25DD111116                           | RZ25DT111119                         | RZ25DD111120                           | RZ25DD111118                           | RZ25DT111128                         | RZ25DD111129                           | RZ25DD111121                           | RZ25DT111130                         | RZ25DD111126                           |
| 車号         | 第2编成      | 第2编成      | RZ25DD111133                           | RZ25DT111132                         | RZ25DD111117                           | RZ25DD111124                           | RZ25DT111131                         | RZ25DD111125                           | RZ25DD111127                           | RZ25DT111122                         | RZ25DD111123                           |
| 車号         | 塗色         | 塗色         | 白地に青のライン                       | 白地に青のライン                     | 白地に青のライン                       | 白地に青のライン                       | 白地に青のライン                     | 白地に青のライン                       | 白地に青のライン                       | 白地に青のライン                     | 白地に青のライン                       |
| 技術上の特徴 | 形式         | 形式         | RZ25DD                                 | RZ25DT                               | RZ25DD                                 | RZ25DD                                 | RZ25DT                               | RZ25DD                                 | RZ25DD                                 | RZ25DT                               | RZ25DD                                 |
| 技術上の特徴 | 車種         | 車種         | 動力車(Mc)                             | 付随車(T)                            | 動力車(M)                              | 動力車(M)                              | 付随車(T)                            | 動力車(M)                              | 動力車(M)                              | 付随車(T)                            | 動力車(Mc)                             |
| 技術上の特徴 | ユニット     | ユニット     | 1                                      | 1                                    | 1                                      | 2                                      | 2                                    | 2                                      | 3                                      | 3                                    | 3                                      |
| 技術上の特徴 | 動軸配置     | 動軸配置     | ●● ●●                                  | 〇〇 〇〇                            | ●● ●●                                  | ●● ●●                                  | 〇〇 〇〇                            | ●● ●●                                  | ●● ●●                                  | 〇〇 〇〇                            | ●● ●●                                  |
| 技術上の特徴 | 自重         | 自重         | ？                                     | ？                                   | ？                                     | ？                                     | ？                                   | ？                                     | ？                                     | ？                                   | ？                                     |
| 技術上の特徴 | 軸配置       | 軸配置       | Bo-Bo                                  | 2-2                                  | Bo-Bo                                  | Bo-Bo                                  | 2-2                                  | Bo-Bo                                  | Bo-Bo                                  | 2-2                                  | Bo-Bo                                  |
| 技術上の特徴 | 軸重         | 軸重         | ？                                     | ？                                   | ？                                     | ？                                     | ？                                   | ？                                     | ？                                     | ？                                   | ？                                     |
| 技術上の特徴 | 主要な設備   | 主要な設備   | -                                      | パンタグラフ x1                      | -                                      | -                                      | パンタグラフ x1                      | -                                      | -                                      | パンタグラフ x1                      | -                                      |
| 技術上の特徴 | 主要な設備   | 主要な設備   | -                                      | 高圧引通線                           | 高圧引通線                             | 高圧引通線                             | 高圧引通線                           | 高圧引通線                             | 高圧引通線                             | 高圧引通線                           | -                                      |
| 技術上の特徴 | 主要な設備   | 主要な設備   | -                                      | 主変圧器 x1                          | -                                      | -                                      | 主変圧器 x1                          | -                                      | -                                      | 主変圧器 x1                          | -                                      |
| 技術上の特徴 | 主要な設備   | 主要な設備   | 主インバーター x2                      | -                                    | 主インバーター 1両あたりx2             | 主インバーター 1両あたりx2             | -                                    | 主インバーター 1両あたりx2             | 主インバーター 1両あたりx2             | -                                    | 主インバーター x2                      |
| 技術上の特徴 | 主要な設備   | 主要な設備   | 動力台車 x2                            | 付随台車 x2                          | 動力台車，1両あたりx2                  | 動力台車，1両あたりx2                  | 付随台車 x2                          | 動力台車，1両あたりx2                  | 動力台車，1両あたりx2                  | 付随台車 x2                          | 動力台車 x2                            |
| 技術上の特徴 | 主要な設備   | 主要な設備   | 電気制動(主に回生制動、発電制動で補足) | -                                    | 電気制動(主に回生制動、発電制動で補足) | 電気制動(主に回生制動、発電制動で補足) | -                                    | 電気制動(主に回生制動、発電制動で補足) | 電気制動(主に回生制動、発電制動で補足) | -                                    | 電気制動(主に回生制動、発電制動で補足) |
| 技術上の特徴 | 主要な設備   | 主要な設備   | 空気制動(電気指令式電磁直通制動)       |                                      |                                        |                                        |                                      |                                        |                                        |                                      |                                        |
| 技術上の特徴 | 主要な設備   | 主要な設備   | 滑走防止装置つき                       |                                      |                                        |                                        |                                      |                                        |                                        |                                      |                                        |
| 技術上の特徴 | 車体         | 車体         | 大型中空アルミニウム合金型材製の車体   | 大型中空アルミニウム合金型材製の車体 | 大型中空アルミニウム合金型材製の車体   | 大型中空アルミニウム合金型材製の車体   | 大型中空アルミニウム合金型材製の車体 | 大型中空アルミニウム合金型材製の車体   | 大型中空アルミニウム合金型材製の車体   | 大型中空アルミニウム合金型材製の車体 | 大型中空アルミニウム合金型材製の車体   |
| 技術上の特徴 | 台車         | 台車形式     | CW-200M                                | CW-200                               | CW-200M                                | CW-200M                                | CW-200                               | CW-200M                                | CW-200M                                | CW-200                               | CW-200M                                |
| 技術上の特徴 | 台車         | 付属の設備   | 主電動機 x4                            | -                                    | 主電動機，1両あたりx4                  | 主電動機，1両あたりx4                  | -                                    | 主電動機，1両あたりx4                  | 主電動機，1両あたりx4                  | -                                    | 主電動機 x4                            |
| 有効空間     | 有効空間     | 有効空間     | 運転室                                 | 客室，軟座，2+2配置                  | 客室，軟座，2+2配置                    | 客室，軟座，2+2配置                    | 客室，軟座，2+2配置                  | 客室，軟座，2+2配置                    | 客室，軟座，2+2配置                    | 客室，軟座，2+2配置                  | 運転室                                 |
| 有効空間     | 有効空間     | 有効空間     | 客室，軟座，2+2配置                    | 客室，軟座，2+2配置                  | 客室，軟座，2+2配置                    | 客室，軟座，2+2配置                    | 客室，軟座，2+2配置                  | 客室，軟座，2+2配置                    | 客室，軟座，2+2配置                    | 客室，軟座，2+2配置                  | 客室，軟座，2+2配置                    |
| 有効空間     | 有効空間     | 有効空間     | 便所                                   |                                      |                                        |                                        |                                      |                                        |                                        |                                      |                                        |
| 号車         | 号車         | 号車         | 1                                      | 2                                    | 3                                      | 4                                      | 5                                    | 6                                      | 7                                      | 8                                    | 9                                      |